# 28 janvier dans les chemins de fer
28 décembre 28 février
Chronologies thématiques
- Croisades
- Sports
- Disney

Cette page concerne les événements qui se sont déroulés un 28 janvier dans les chemins de fer.

## Événements

### XIXesiècle
- 1889. France : ouverture de la section Barjols - Meyrargues sur le réseau des Chemins de fer de Provence.